# Brassica

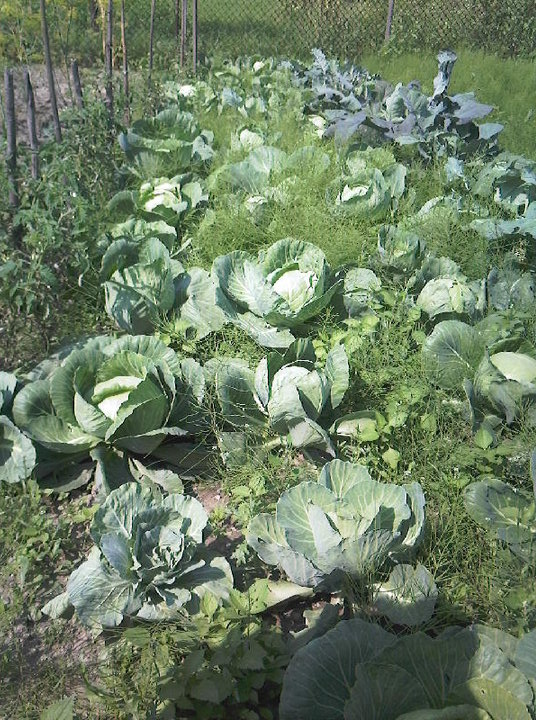
Káposztás kert

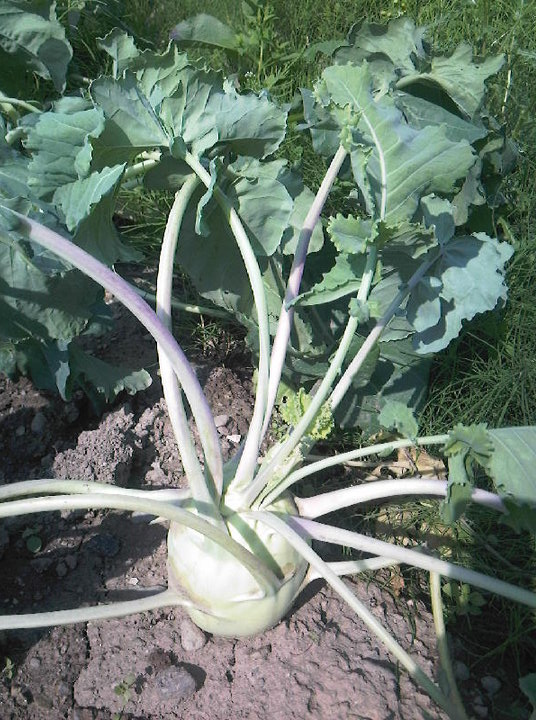
Karalábé

A Brassica vagy „káposzta nemzetség” a káposztafélék (Brassicaceae) családjának névadó nemzetsége.
Bármely más genusznál több mezőgazdasági jelentőségű növényfajt tartalmaz. Gyomnövények is tartoznak ide, köztük vad és elvadult fajok is. Több mint 30 vad faj és hibrid, számos nemesített fajta és hibrid tartozik közéjük. Legtöbbjük egy- vagy kétnyári, de néhány cserje is van köztük.
A nemzetség őshonos Nyugat-Európában, a Mediterráneumban és Ázsia mérsékelt éghajlatú területein. Az egész világon termesztett fajain túl egyes ide tartozó gyomnövények Észak- és Dél-Amerikában, valamint Ausztráliában is nőnek.
Az Eurázsiában fogyasztott zöldségfélék 20–40%-a, az Egyesült Államokban és Ausztráliában fogyasztottak 10%-a valamilyen Brassica-faj. A Magyarországon termesztett fajok egy része (brokkoli, karfiol, kínai kel) egynyári, mások (bimbós kel, vöröskáposzta, fejes káposzta, kelkáposzta, karalábé) kétnyáriak. Teljes termőterületük több mint 10 000 ha; ebből legtöbb a fejes káposztáé.
Szinte minden részüket felhasználják így vagy úgy táplálékként: a karórépa és a tarlórépa gyökerét, a karalábé gumós szárát, a káposzta és a kelbimbó leveleit, a karfiol és a brokkoli virágait, számos fajnak (például mustár, repce) pedig a magját hasznosítjuk. Némelyiket, főleg a fehér vagy lila virágzattal rendelkező, esetleg fodros levelű fajtákat dísznövényként is ültetik.
A Brassica-fajokat számos lepke lárvája fogyasztja – lásd a Brassica-fajokon élősködő lepkefajok listája cikket.
Mezőgazdasági fontosságuk miatt a Brassica növények számos kutatás célpontjai. Hat különösen fontos fajuk (Brassica carinata, B. juncea, B. oleracea, B. napus, B. nigra és B. rapa) szoros kapcsolatát a Brassica-háromszög elmélete fejti ki.
A Brassica zöldségek igen táplálóak. Nagy mennyiségű C-vitamint, rostanyagot, és tumorgátló hatású anyagokat tartalmaznak, például 3,3'-diindolmetán, szulforafán és szelén. A Kaliforniai Egyetem kutatói kimutatták, hogy a 3,3'-diindolmetán elősegíti az immunrendszer antivirális, antibakteriális és rákellenes tevékenységeit.
Egy részüket (kelkáposzta, káposzta, karfiol, karalábé) „k”-betűs zöldségeknek is nevezik.

## Fajok
A botanikusok a Brassica fajainak és alfajainak besorolásának nem minden részletében értenek egyet. Alább következik egy rövidített lista, a mezőgazdaságilag fontosabb fajokra összpontosítva.
- B. carinata – abesszin vagy etiópiai mustár
- B. elongata – harasztos káposzta
- B. fruticulosa –
- B. juncea – barna mustár vagy szareptamustár
- B. napus – repce, káposztarepce vagy karórépa
- B. narinosa –
- B. nigra – fekete mustár
- B. oleracea – vadkáposzta és termesztett változatai: fejes káposzta, vörös káposzta, kelkáposzta, fodroskel, brokkoli, karfiol, kelbimbó, takarmánykáposzta, Kai-lan kel
- B. perviridis –
- B. rapa – változatai: tarlórépa, vajrépa, bordáskel, japán kel, kínai kel, japán mustárspenót, indiai repce, réparepce, vad-réparepce
- B. rupestris
- B. septiceps
- B. tournefortii

### Átsorolt fajnevek
- B. kaber vagy Brassica arvensis (L.) vagy Brassica sinapis Vis. (vadrepce vagy mezei mustár) – lásd Sinapis arvensis
- B. alba vagy B. hirta (fehér mustár) – lásd Sinapis alba vagy mustár

## Genetika
A B. rapa genomját jelenleg egy nemzetközi konzorcium szekvenálja, beleértve az amfidiploid  B. napus és B. juncea takarmánynövények „A” genom-komponensét.